# Thomas Deng
Thomas Deng, né le 20 mars 1997 à Nairobi au Kenya, est un footballeur international australien. Il joue au poste de défenseur avec le club japonais de Yokohama F. Marinos.

## Biographie

### En club
Le 9 octobre 2015, il fait ses débuts avec le Melbourne Victory en championnat, contre Adélaïde United, en entrant sur le terrain à la place de Fahid Ben Khalfallah. 
Il participe à la Ligue des champions d'Asie en 2018 et 2019 avec cette équipe (dix matchs joués).
En janvier 2020, il s'engage avec le club japonais des Urawa Red Diamonds.

### En sélection
Avec les moins de 23 ans, Deng participe au championnat d'Asie des moins de 23 ans à deux reprises, en 2018 puis en 2020. Lors de l'édition 2018 organisée en Ouzbékistan, il joue deux matchs. Avec un bilan d'une seule victoire et deux défaites, l'Australie ne dépasse pas le premier tour du tournoi. Lors de l'édition 2020 qui se déroule en Corée du Sud, il prend part à quatre matchs. L'Australie se classe cette fois-ci troisième de la compétition, en battant l'Ouzbékistan lors de la « petite finale ».
Il reçoit sa première sélection en équipe d'Australie le 15 octobre 2018, en amical contre le Koweït, où il joue 14 minutes (victoire 0-4).
Le 8 novembre 2022, il est sélectionné par Graham Arnold pour participer à la Coupe du monde 2022.

## Palmarès
Melbourne Victory
- Championnat d'Australie (1) : 
  - Champion : 2018.

- Coupe d'Australie (1) :
  - Vainqueur : 2015.